# Mosale
Mosale ist ein knapp 700 Einwohner zählendes Dorf im Gemeindebezirk (taluk) von Hassan im Süden des indischen Bundesstaats Karnataka. Der Ort ist bekannt durch zwei der besterhaltenen mittelalterlichen Hoysala-Tempel.

## Lage
Das Dorf Mosale liegt in einer Höhe von knapp 900 m ü. d. M. etwa 14 km südöstlich der Distriktshauptstadt Hassan. Das Klima ist subtropisch; Regen fällt zumeist in den Monaten Mai bis Oktober.

## Bevölkerung
Die mehrheitlich Kannada sprechende Bevölkerung des Ortes besteht nahezu ausschließlich aus Hindus. Der männliche und der weibliche Bevölkerungsanteil sind in etwa gleich hoch.

## Wirtschaft
Traditionell spielt die Landwirtschaft die größte Rolle im wirtschaftlichen Leben; angebaut werden Getreide, Linsen und Gemüse aller Art.

## Geschichte
Im Mittelalter war Mosale Bestandteil des Hoysala-Reiches, welches im 14. Jahrhundert vom Vijayanagar-Reich abgelöst wurde. Haidar Ali und sein Sohn Tipu Sultan okkupierten die Macht von 1760 bis 1799; danach dominierten die Briten. Ob der Ort schon vor der Tempelgründung existierte oder sich erst danach entwickelte, ist unklar.

## Sehenswürdigkeiten
- Einzige Sehenswürdigkeit des Ortes sind die beiden – für Indien aber auch für die Weltarchitektur äußerst ungewöhnlichen – Zwillingstempel Nageshvara und Chennakeshava aus der Zeit des Königs Vira Ballala II. (um 1200); sie sind den Hindu-Göttern Shiva und Vishnu geweiht und sowohl hinsichtlich ihrer Größe als auch hinsichtlich der Ausstattung nahezu völlig gleich gestaltet. Die beiden Tempel stehen auf ebener Erde; somit kann die rituelle Umschreitung (pradakshina) nur auf dem mit Steinplatten ausgelegten Erdbodenniveau erfolgen. Beide Tempel haben von gestuften Türmen (vimanas) mit kalasha-Krügen überhöhte Cellae (garbhagrihas); davor befindet sich jeweils ein Vorraum (antarala oder shukhanasi) mit einer hoheitlich-repräsentativ gemeinten Löwentöter-Figur (sala) auf dem Dach. Die Dächer der Vorhallen (mandapas) sind dagegen nahezu flach. Die Außenwände beider Tempel sind reich gegliedert und mit zahlreichen Götter- und Begleitfiguren (meist Musikantinnen und Tänzerinnen) ausgestattet, die zu den schönsten Bildhauerarbeiten indischer Kunst gezählt werden müssen. Die Wände im Innern des Tempels sind dagegen eher schmucklos; hervorzuheben sind die gedrechselten Specksteinsäulen der Vorhallen, die Kragkuppeln in den Deckenkompartimenten und die Portale zu den Cellae.
- Mehr als 350 Jahre nach dem Tempelbau wurde neben dem Tempel eine Inschriftstele (1577) mit einer von zwei Tieren flankierten meditierenden Tirthankara-Figur im Bogenfeld aufgestellt.

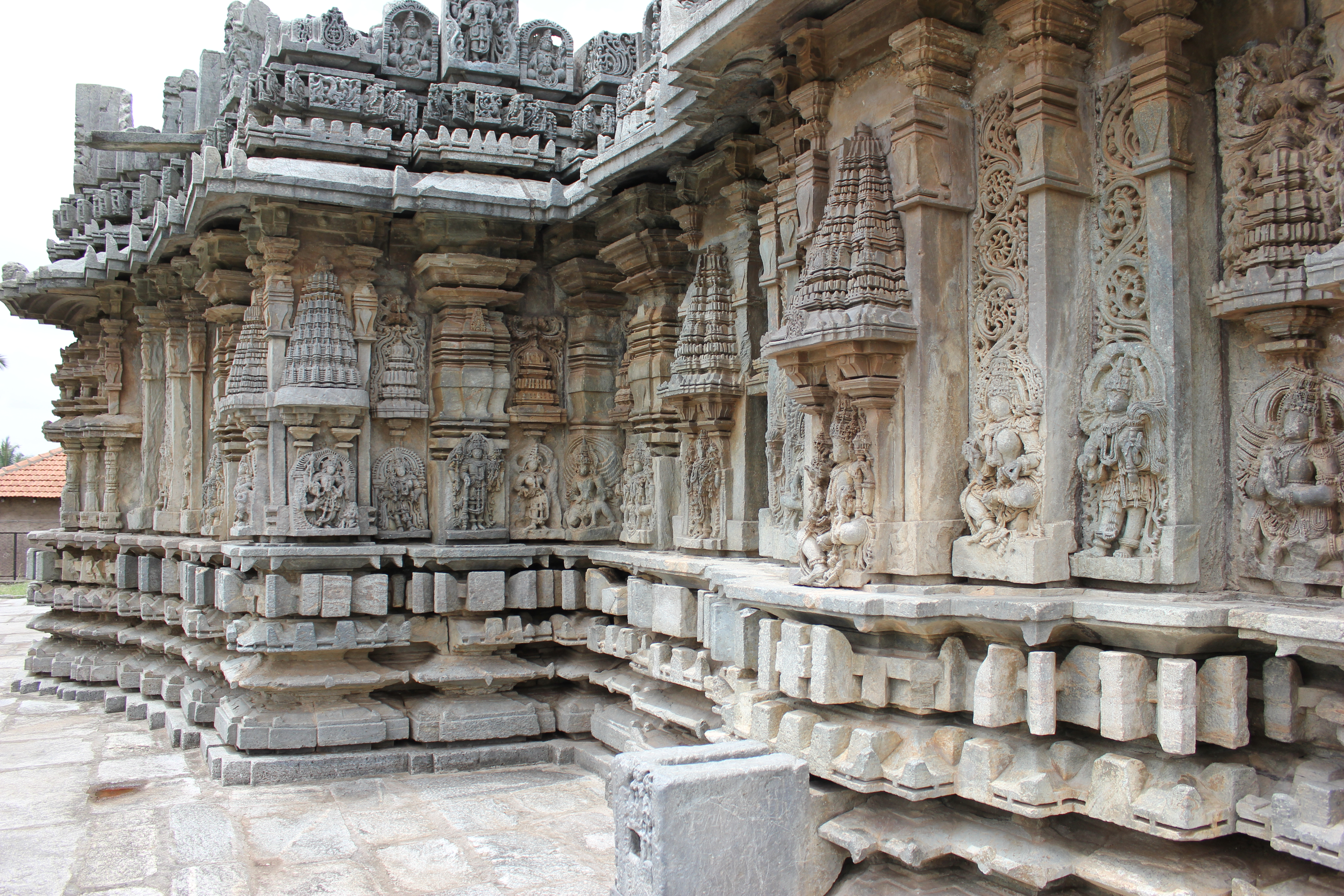
Wandgliederung und Figurenschmuck
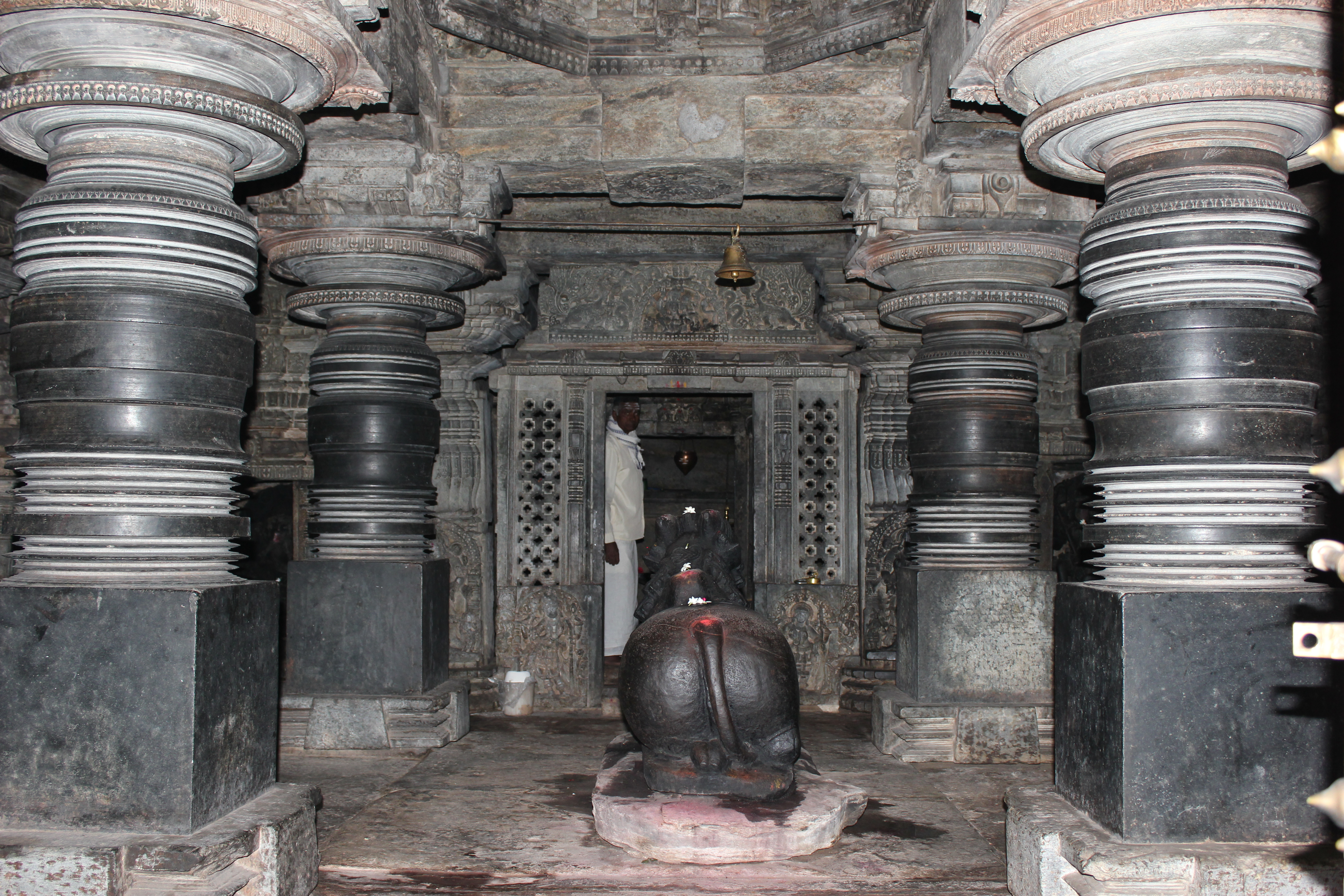
Vorhalle (mandapa) des Nageshvara-Tempels
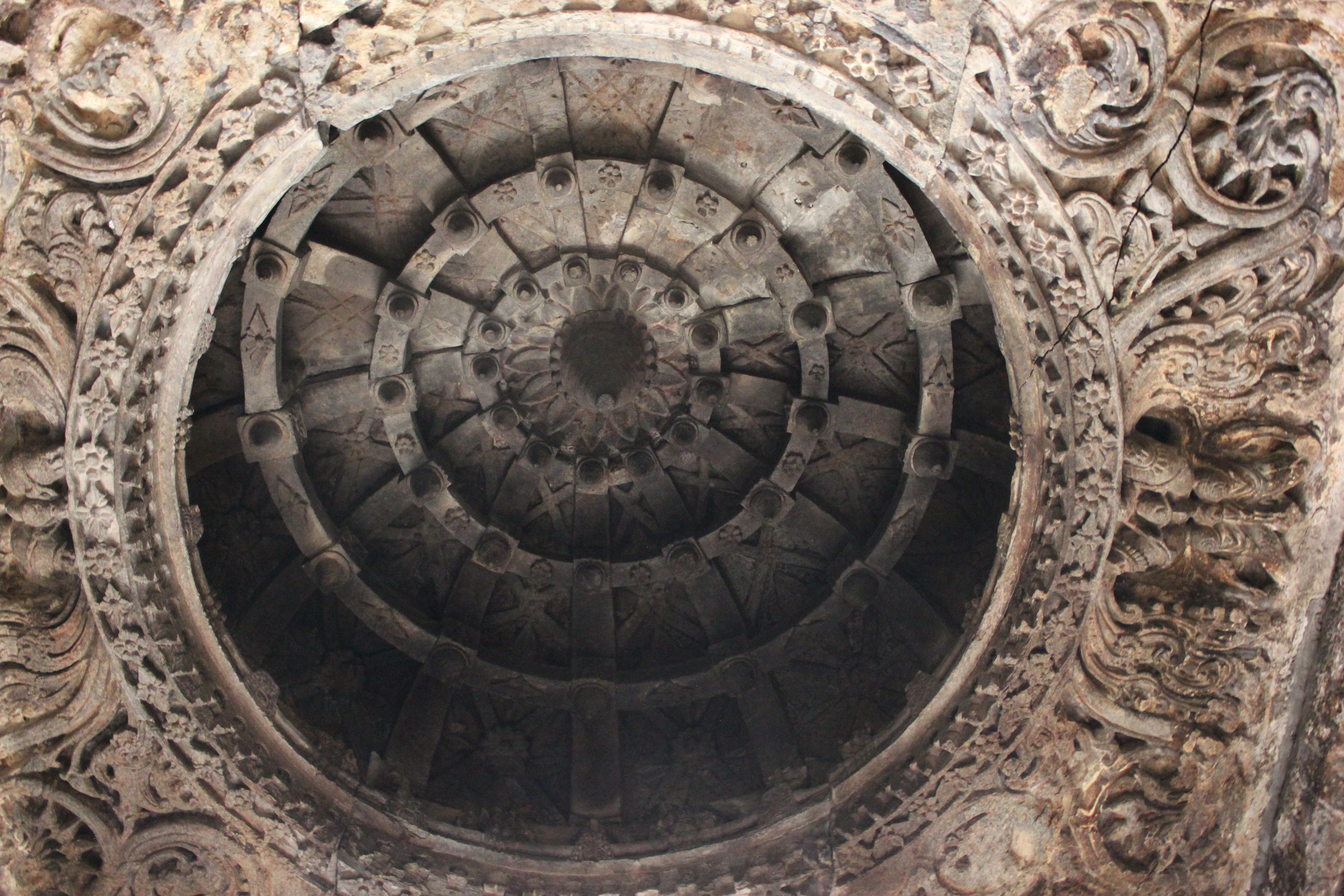
Kragkuppel mit Abhängling
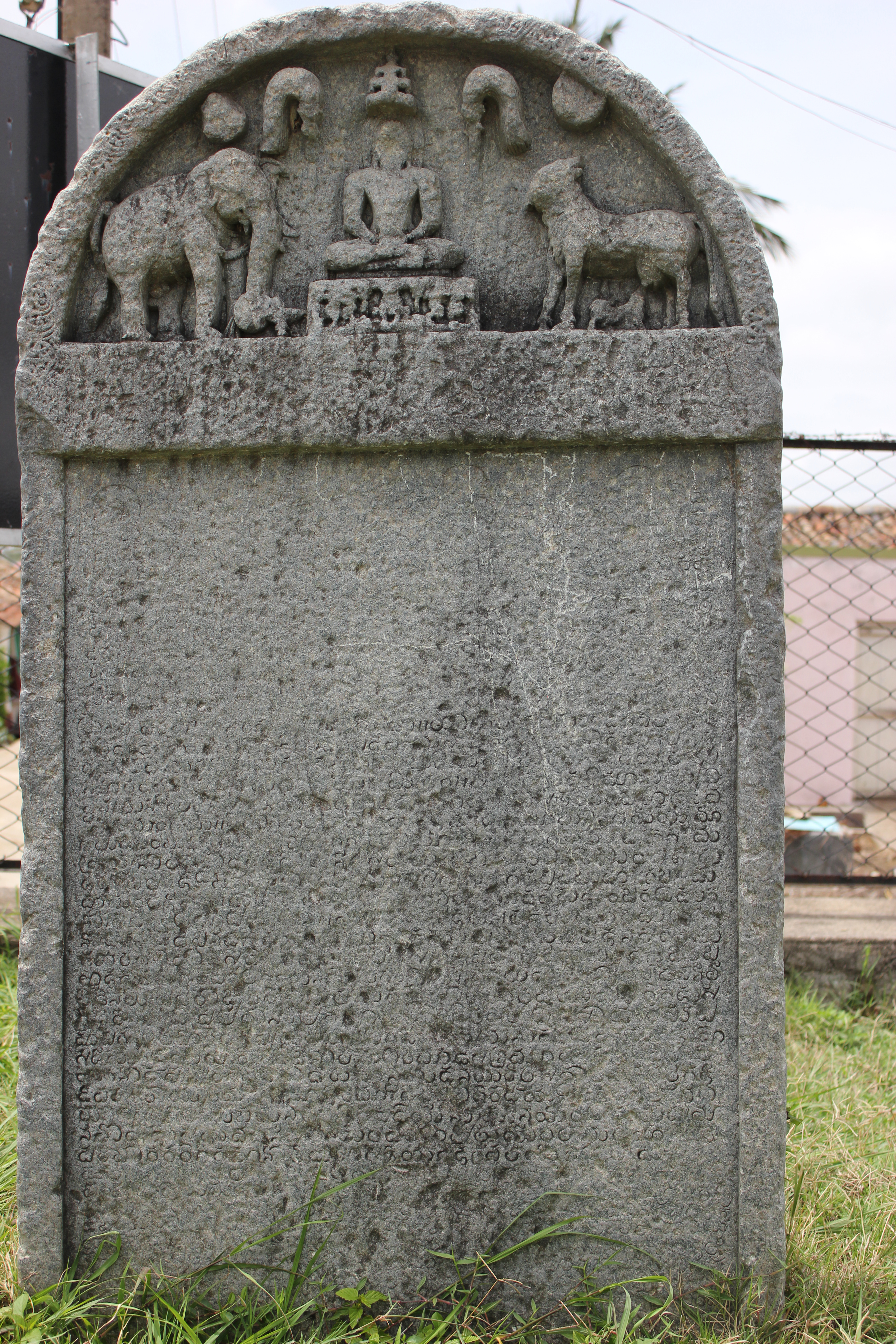
Jaina-Stele (1577)